# Předklášteří
Předklášteří – gmina w Czechach, w powiecie Brno, w kraju południowomorawskim.
1 stycznia 2017 gminę zamieszkiwało 1446 osób, a ich średni wiek wynosił 43,5 roku.